# 凯里耶尔
凯里耶尔（法語：Queyrières，法語發音：[kɛʁjɛʁ]）是法国上卢瓦尔省的一个市镇，属于勒皮区。

## 地理
凯里耶尔（45°4'20"N, 4°5'53"E）面积13.95 平方千米，位于法国奥弗涅-罗讷-阿尔卑斯大区上盧瓦爾省，该省份为法国中南部省份，北起多姆山省和卢瓦尔省，西接康塔爾省，南至洛泽尔省，东临阿尔代什省。
与凯里耶尔接壤的市镇（或旧市镇、城区）包括：阿罗勒、尚克洛斯、勒佩尔蒂、圣奥斯蒂安、圣于连-沙普特伊、圣皮埃尔埃纳克、伊桑若。

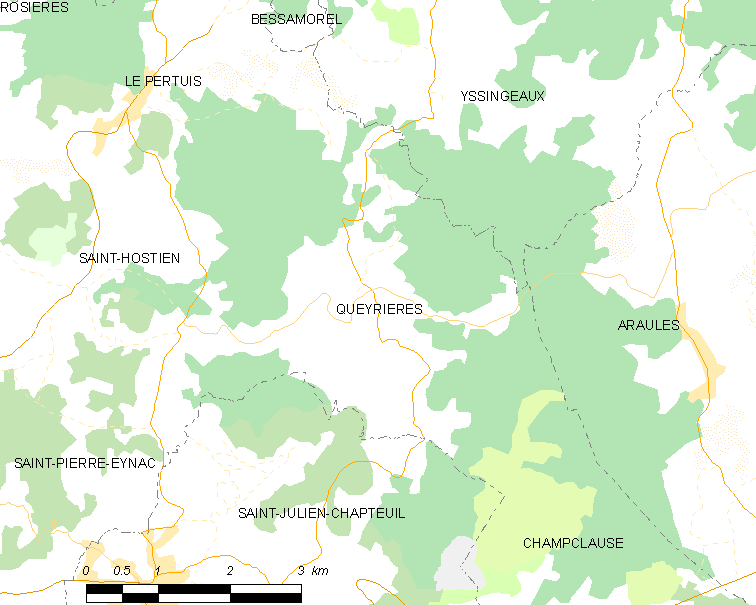
凯里耶尔的OSM定位图

凯里耶尔的时区为UTC+01:00、UTC+02:00（夏令时）。

## 行政
凯里耶尔的邮政编码为43260，INSEE市镇编码为43158。

## 政治
凯里耶尔所属的省级选区为昂布拉韦-梅加勒县。

## 人口

1962-2008年间凯里耶尔人口变化图示

凯里耶尔于2022年1月1日时的人口数量为357人。